# Cidnopus pilosus
Cidnopus pilosus är en skalbaggsart som först beskrevs av Nathanael Gottfried Leske 1785.  Cidnopus pilosus ingår i släktet Cidnopus, och familjen knäppare. Arten är reproducerande i Sverige.

## Bildgalleri

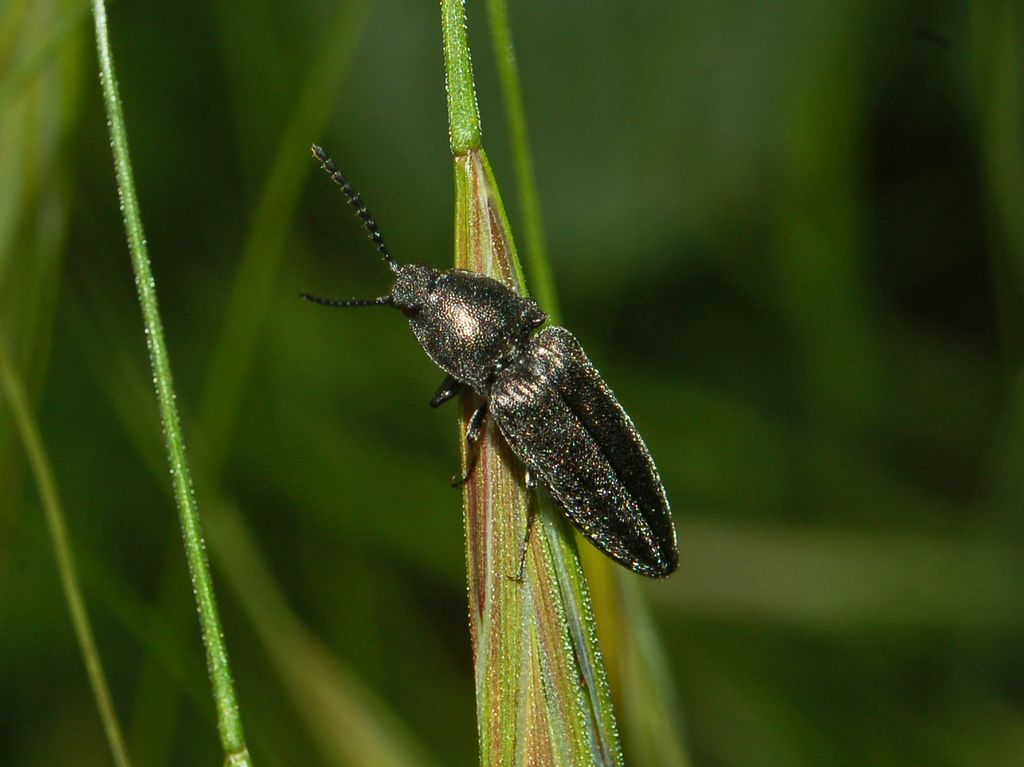
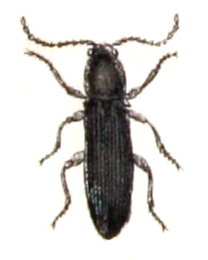
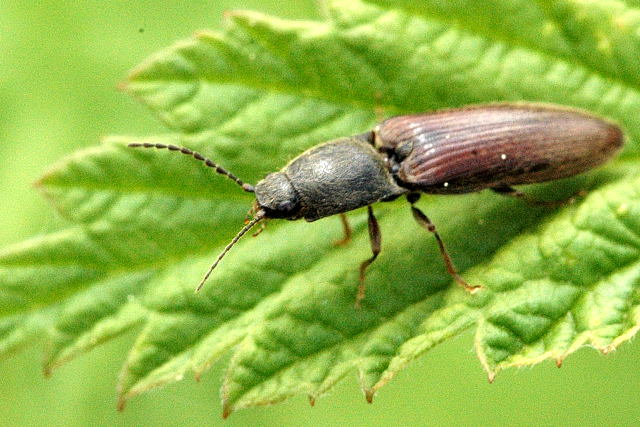
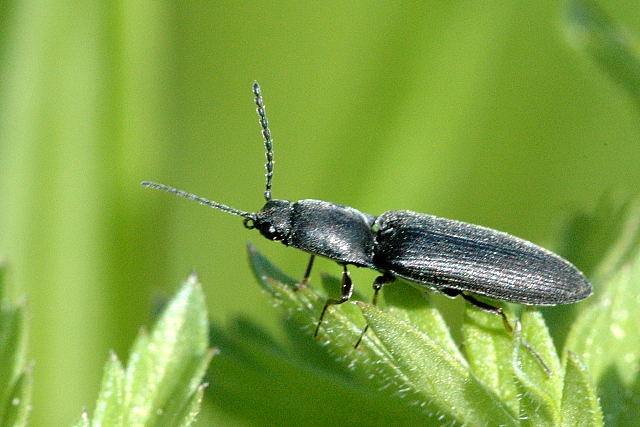